# 6149 Pelčák
6149 Pelčák là một tiểu hành tinh vành đai chính với chu kỳ quỹ đạo là 1347.7234256 ngày (3.69 năm).
Nó được phát hiện ngày 25 tháng 9 năm 1979.